# كاليبان (قمر)
بالإنكليزية Caliban وهو ثاني أكبر قمر غير نظامي ذو حركة رجعية لأورانوس. اكتشف في السادس من ايلول سنة 1997 بواسطة ماثيو هولمان وجون كافلارس وفيليب نيكولسون وجوزيف بورنز، بواسطة استخدام تلسكوب هال وأخذ التعيين المؤقت S/1997 U 1 كما يعرف باسم أورانوس السادس عشر واسمه مشتق من مسرحية العاصفة لويليام شكسبير.
مدار كاليبان بعيد عن أورانوس ويبعد بمقدار عشر أضعاف عن أوبيرون وهو أبعد أقمار أورانوس النظامية ومداره ذو حركة رجعية وانحرافه معتدل وشذوذه المداري قليل. وبناء على البارمترات المدارية فهو ينتمي إلى نفس التجمع الديناميكي لكل من ستيفانو وفرانسيسكو مما يفرض نظرية المنشأ المشترك.
.